# Blomvåg
Blomvåg är en tätort och kyrkby i Øygardens kommun i Vestland fylke i västra Norge. Orten ligger vid fylkesväg 561 på ön Blomøyna. Här finns Blomvågs kyrka.
Orten har tidigare tillhört dåvarande Herdla kommun i Hordaland fylke.